# Arctornis ferruginicosta
Arctornis ferruginicosta är en fjärilsart som beskrevs av Holloway 1999. Arctornis ferruginicosta ingår i släktet Arctornis och familjen tofsspinnare. Inga underarter finns listade i Catalogue of Life.